# Royal Opera House (Mumbai)

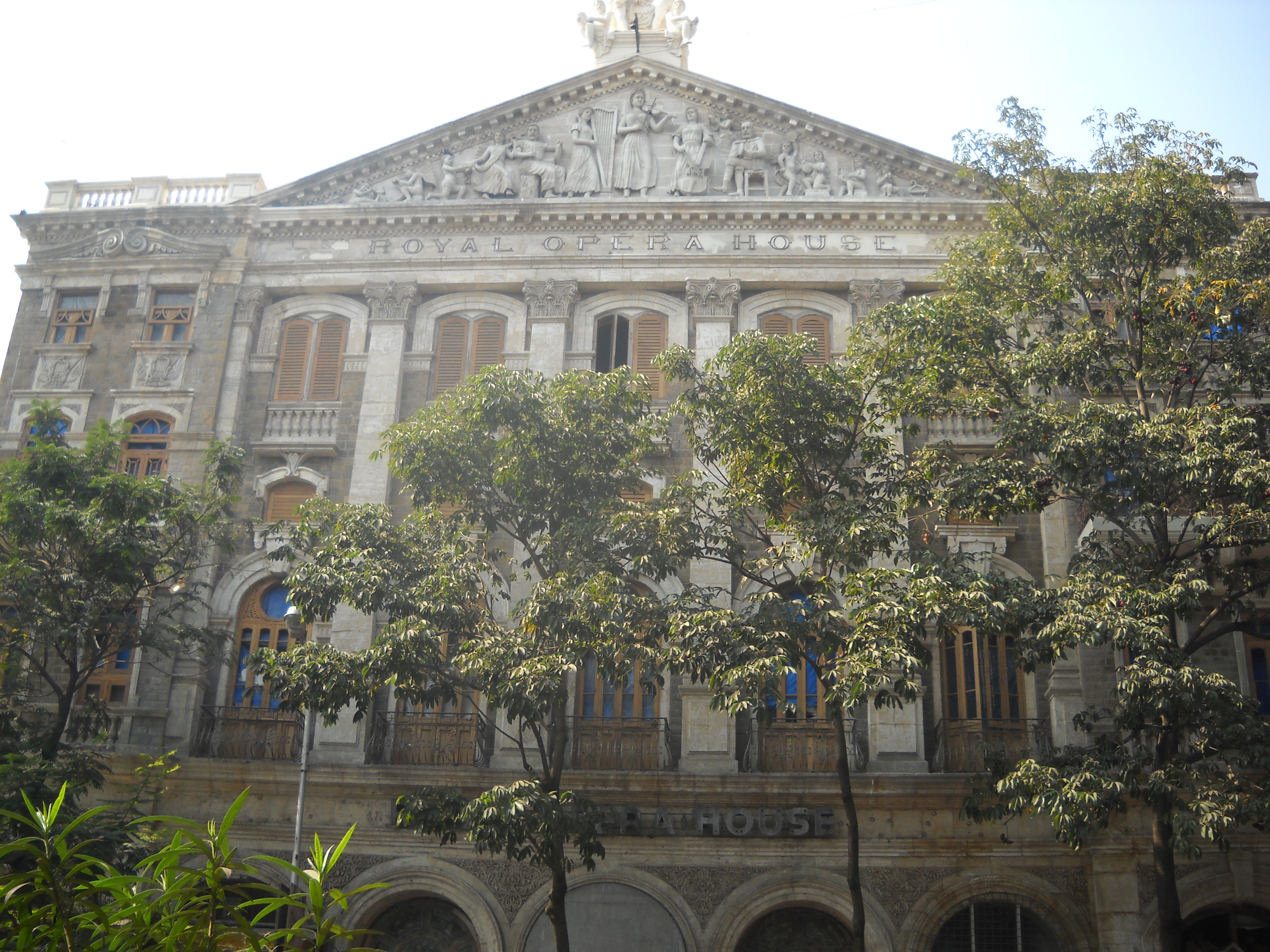
Royal Opera House in Mumbai

Das Royal Opera House, meist nur kurz als Opera House bezeichnet, ist das in Mumbai gelegene, einzig verbliebene Opernhaus in Indien (Stand 2022).

## Geschichte
Das Royal Opera House in Mumbai wurde im Jahr 1908 von dem zur damaligen Zeit in Indien sehr bekannten Entertainer Maurice Bandmann sowie des im Kohlehandel tätigen Jehangir Framji Karaka konzipiert. Die Eröffnung des im Barockstil erbauten Gebäudes erfolgte 1911 durch Georg V., den König des Vereinigten Königreichs von Großbritannien und Irland. Das Design stellt eine Mischung aus europäischer und indischer Baukunst dar. Bis 1917 wurde das Opernhaus, wie viele andere Theater in Indien ebenfalls, teilweise als Kino genutzt. Ab 1925 wurden ausschließlich Filme, beispielsweise Bollywood-Produktionen gezeigt. 1935 erwarb die Firma Ideal Pictures Ltd. das Theater und renovierte es komplett. In den folgenden Jahren wirkte sich die verstärkte Herstellung von Videofilmen für den privaten Gebrauch negativ auf die Besuchszahlen aus und das Haus wurde Anfang der 1990er Jahre geschlossen.
Das Gebäude ist seit 1952 im Besitz der indischen Fürstenfamilie Gondal. 2010 wurde unter Leitung des amtierenden Maharadschas Shri Jyotendrasinhji eine Restaurierung des Opernhauses begonnen. Es wurden Verbesserungen bezüglich der Akustik, der Beleuchtung und der Aufnahme- und Übertragungstechnologien vorgenommen. Im Oktober 2016 erfolgte die Wiedereröffnung der Oper mit einem Arien- und Liederabend der im damaligen Bombay geborenen britischen Sopranistin Patricia Rozario, die von ihrem Ehemann Mark Troop am Klavier begleitet wurde. Seit der Wiedereröffnung werden Klassische Opern, Musicals und Theateraufführungen mit Tanz- und Akrobatikeinlagen veranstaltet. Das Royal Opera House in Mumbai wurde 2017 mit dem UNESCO Asia-Pacific Award for Cultural Heritage Conservation (für den Schutz des Kulturerbes) ausgezeichnet.

## Architektur

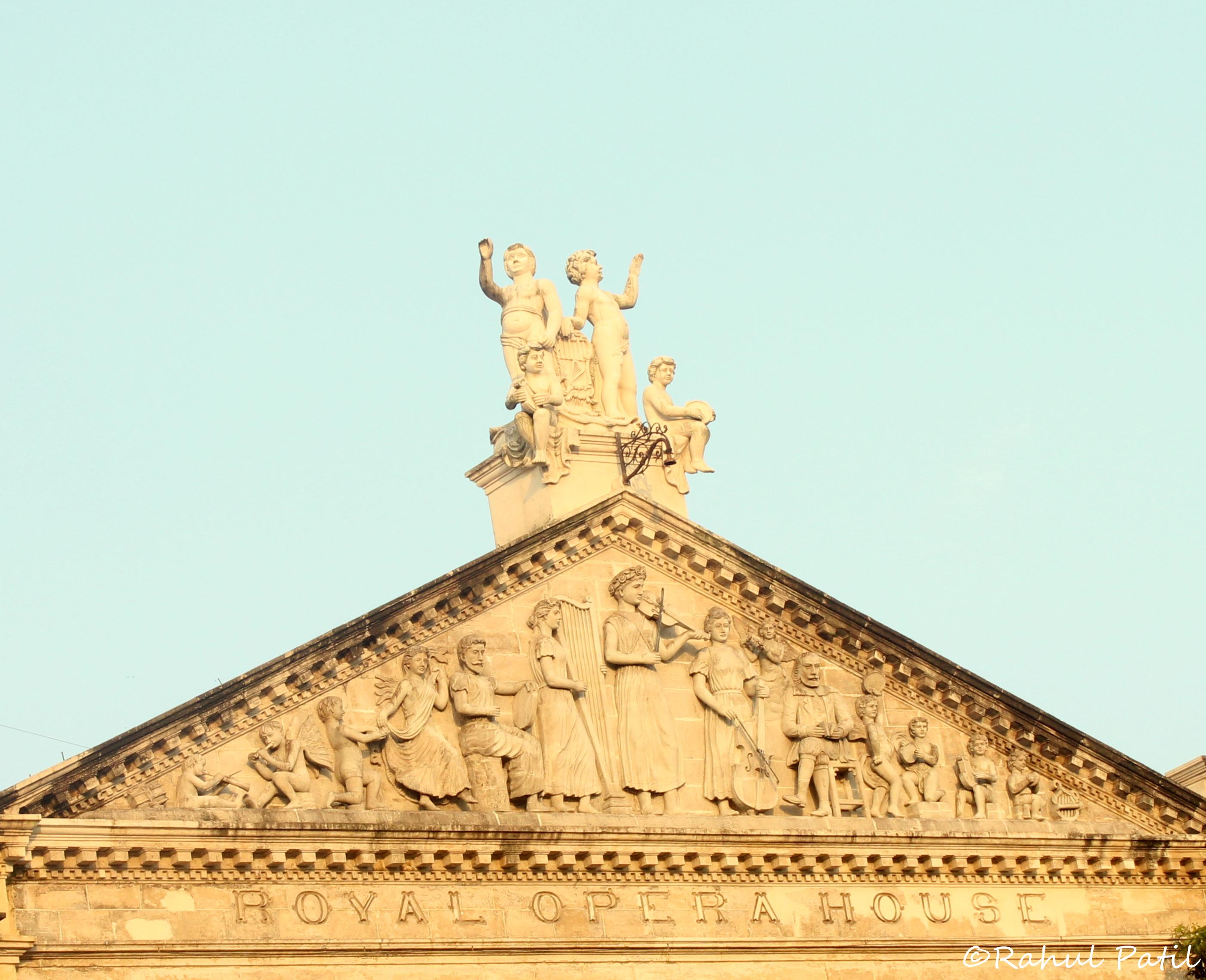
Restaurierter Giebel des Royal Opera House in Mumbai

### Außengebäude
Die Außenfassade des Gebäudes wurde überwiegend aus italienischem Marmor gefertigt. Ein von sechs Säulen getragener, figural ausgeschmückter Giebel deutet die Anlehnung an einen antiken Tempel an. Der Architrav zwischen Säulen und Giebel zeigt den Schriftzug „Royal Opera House“. In der Mitte des Dreiecksgiebels befindet sich ein Steinrelief. Die dort dargestellte Allegorie zeigt in der Mitte drei Frauengestalten in langen Gewändern, die mit einer Harfe, einer Violine und einem Cello musizieren. Rechts und links davon sind ältere Männer sowie Engel und Kinder dargestellt, die teilweise auf einfachen Musikinstrumenten spielen. Die Spitze des Giebels ziert eine Marmorskulptur, die eine Gruppe von vier nahezu unbekleideten Kindern darstellt, die winken bzw. Musikinstrumente halten.

### Innenausstattung
Die Innenausstattung der Oper entspricht im Wesentlichen den Grundzügen des klassischen Barock, dem einige moderne Kulturelemente hinzugefügt wurden. Foyer und Zuschauerraum sind mit aufwendigen Stuckornamenten bzw. Deckenbemalungen ausgestattet. Die Dekoration im Foyer enthält Spiegelwände, Kristallkronleuchter, Polstersessel, Marmorskulpturen und Verzierungen aus Holz. Der Fußboden ist mit teppichartiger Auslegware versehen. Der Orchestergraben ist abgesenkt. Im dreigeschossigen Zuschauerraum der Oper befinden sich 575 Besucherplätze. Das Parkett ist mit 242 Sitzen ausgestattet, von denen sich zehn in geräumigen Logen hinter den elf Sitzreihen befinden. 202 Plätze im Parkett werden als mit guter Sicht zur Bühne angegeben, 40 haben nur eine eingeschränkte Sicht. Der erste Rang ist mit 172 Plätzen bestuhlt, von denen 140 eine gute und 32 eine weniger gute Sicht zur Bühne haben. Der zweite Rang ist als leicht geschwungener Balkon gestaltet und mit sieben Stuhlreihen mit 161 Sitzen versehen, von denen 68 eine ungehinderte Sicht zur Bühne bieten, die Sicht der vier hinteren Reihen mit 93 Sitzen ist eingeschränkt. In der Oper gibt es keinen Aufzug, der Zugang zum ersten und zweiten Rang erfolgt ausschließlich über Treppen.